# Speciesismus
Speciesismus (též speciesism, druhismus) je druhová nadřazenost (obdoba rasismu, sexismu apod.); diskriminace určitého živočišného druhu druhem jiným, popř. legitimizování jeho vykořisťování. Název je odvozen od latinského slova species = druh, což je základní kategorie biologické nomenklatury. Termín je používán zejména ochránci práv zvířat, protože dobře vystihuje svoji podstatu.

## Původ termínu
S termínem přišel britský psycholog Richard D. Ryder v roce 1970; zpopularizoval jej pak především australský filosof Peter Singer ve své knize Osvobození zvířat, která byla vydána roku 1975.

## Základní myšlenky
Speciesismus znamená, že hodnotu živočichů stanovujeme na základě jejich příslušnosti k určitému živočišnému druhu. Richard D. Ryder použil tento výraz, aby poukázal na předsudky vůči zvířatům, které jsou založeny na tom, že fyzickým rozdílům je přikládán morální význam. Speciesismus však může také odkazovat na misantropii, nenávist vůči lidem jako takovým. V roce 1975 Ryder napsal: „Používám výraz 'speciesismus', abych popsal široce rozšířenou diskriminaci lidí vůči ostatním živočišným druhům… Speciesismus je diskriminace a stejně jako všechny diskriminace přehlíží nebo podceňuje podobnost mezi diskriminátorem a těmi, kteří jsou diskriminováni.“
Termín speciesismus používají především obhájci práv zvířat, kteří vnímají, že je iracionální a morálně nesprávné považovat cítící bytosti za věci či majetek. Na druhou stranu, existují filosofové a vědci, kteří speciesismus brání jako přijatelné a snad i chvályhodné stanovisko.
Filosof Tom Regan zastává názor, že všechna zvířata mají vrozená práva. Věří, že nemůžeme přisoudit menší hodnotu zvířatům jen proto, že podle nás postrádají schopnost logicky myslet, a zároveň přisuzovat vyšší hodnotu kojencům nebo mentálně postiženým lidem výhradně na základě toho, že jsou členy určitého živočišného druhu.
Na druhou stranu zaznívají hlasy, že důležitost, kterou přikládáme kojencům, lidským zárodkům nebo mentálně postiženým lidem, je opodstatněná. Není tomu tak proto, že lidský zárodek je rozumná bytost již od chvíle početí, ani to, že mentálně postižení lidé mají stejnou schopnost logického myšlení jako lidé bez postižení. Důvodem je účelové a genetické směřování člověka k tomu, aby se již od početí vyvinul v racionální lidskou bytost, a ne v jiného tvora. Z tohoto hlediska má každý, kdo se narodil lidským rodičům, práva vyhrazená lidem již od početí. Přírodní proces rozmnožování byl totiž započat v organismu biologicky vymezném jako lidský.

## Zastánci
Někteří filosofové a vědci považují lidský speciesismus za přijatelné, nebo dokonce správné chování. Carl Cohen, profesor filosofie na univerzitě v Michiganu, píše: 
| „ | Jsem zastáncem druhové nadřazenosti. Speciesismus není pouze přijatelný, pro naše správné chování je nezbytný. Je téměř jisté, že ti, kteří budou přehlížet morálně relevantní rozdíly mezi živočišnými druhy, si v důsledku špatně vyloží své pravé závazky. | “ |

Jeffrey Alan Gray, britský psycholog a odborný asistent v experimentální psychologii na Oxfordské univerzitě, píše obdobně: 
| „ | Myslel bych si, že názor, podle nějž záleží lidem více na ostatních lidech než na zvířatech, je přinejmenším rozšířený. Já chci speciesismus v každém případě bránit… | “ |

Mezi zastánci speciesismu se často objevuje argument, že lidé mají právo soupeřit s ostatními druhy a využívat je k zachování a ochraně lidského druhu.

## Odpůrci
Gary Francione má na druhovou nadřazenost značně odlišný pohled než Peter Singer, autor knihy Osvobození zvířat (1975). Singer jako zastánce utilitarismu odmítá přirozené právo jako takové a s Ryderem se shodují na tom, že schopnost cítit je dostatečný důvod pro získání morálního statutu. Singer tvrdí, že většině zvířat nezáleží na tom, zda je zabijeme nebo použijeme pro naše vlastní potřeby. Pro zvířata je důležité, jak s nimi zacházíme, když je využíváme a zabíjíme. Přestože disponujeme zákony, které mají zvířata údajně chránit, Francione zdůrazňuje, že s nimi zacházíme způsobem, který by byl považován za týrání, pokud by se jednalo o lidi.
Richard Dawkins se tohoto tématu náznakem dotkl ve svých knihách Slepý hodinář a Boží blud v souvislosti s moderní evoluční teorií. Přirovnává v nich dřívější rasistické postoje a domněnky k jejich současné obdobě – speciesismu. V jedné z kapitol svých knih nazvané „Ten jediný správný strom života“ zastává Dawkins stanovisko, že vymřením mezičlánků spojujících člověka s ostatními živočichy si ušetřila nepříjemné nejasnosti nejen taxonomie živočichů, ale i lidská etika a právo.
Diskriminaci vůči šimpanzům popisuje následovně: 
| „ | Tak závratný je speciesismus našich postojů inspirovaných křesťanskou vírou, že potrat jediné lidské zygoty (většina z nich je stejně spontánně potracena) může vyvolat zájem a upřímné pobouření větší, než vivisekce jakéhokoliv množství inteligentních dospělých šimpanzů! […] Jediným vysvětlením, proč takové dvojí měřítko považujeme za přijatelné, je, že ve vývoji mezi člověkem a šimpanzem jsou všechny mezičlánky mrtvé. | “ |

O svém osobním přístupu ke speciesismu a vegetariánství promluvil Dawkins podrobněji v živé diskuzi se Singerem v roce 2007.
| „ | To, co dělám, souvisí se skutečností, že žiji ve společnosti, kde konzumace masa je zavedenou normou. Žádá si jistou dávku společenské odvahy, se z této normy vymanit a já ji ještě nenašel. Odpovídá to tak trochu situaci, ve které se mnoho lidí ocitlo před několika stovkami let v případě otroctví. Spoustu z nich tehdy otroctví morálně znepokojovalo, ale přesto ho podporovali, protože na něm záviselo celé hospodářství amerického Jihu. | “ |

David Nibert se snaží rozšířit oblast sociologie, „aby porozuměl, jak společenské úmluvy vytvářejí podmínky, v nichž dochází k utlačování jak lidí, tak zvířat.” Speciesismus přirovnává jak k rasismu, tak k sexismu.
Existují i hlasy, které říkají, že nestačí bojovat pouze proti druhové nadřazenosti, protože vrozenou hodnotu nemají v přírodě výhradně cítících bytostí. Toto přesvědčení se označuje jako princip rozšíření absolutní svobody. V jejím centru jsou snahy aplikovat systém práva jednotlivců nejen na všechna zvířata, ale také na předměty bez nervového systému, jako jsou stromy, rostliny a skály.
Ryder takové uvažování odmítá. Píše: „Hodnota nemůže existovat tam, kde chybí vědomí nebo jeho potenciál. Proto skály, řeky či domy nemají žádné zájmy, ani vlastní práva. To samozřejmě neznamená, že nemají žádnou hodnotu pro nás a pro mnoho ostatních bytostí schopných cítit bolest, včetně těch, které je potřebují k životu a bez nich by trpěly.“.

## Antispeciesismus
Odpůrci ideologie a metod speciesismu utvořili filosofický směr a občanské iniciativy antispeciecismu.

O speciesismu mimo jiné tvrdí, že vede například k beztrestnému týrání zvířat při výzkumu či masovému chovu zvířat v otřesných podmínkách.

Antispeciesisté jsou většinou z etických důvodů vegany, anebo alespoň vegetariány. Typický pohled antispeciesistů reprezentuje Líza Simpsonová v animovaném seriálu Simpsonovi.

## Kritika

### Filosofie
Reverend John Tuohey píše, že logika skrytá za obviněními ze speciesismu nemůže obstát, a přestože je všeobecně přitažlivá, má z pohledu filosofie vážné nedostatky. Tuohey tvrdí, že ačkoliv hnutí za práva zvířat ve Spojených státech amerických zpomalilo, a v některých případech zastavilo biomedicínský výzkum využívající zvířat, nikdo dosud nepředložil jasný a přesvědčivý argument dosvědčující rovnost živočišných druhů.
Nel Noddings, americká feministka a filosofka, kritizuje pojetí speciesismu předložené Peterem Singerem jako příliš zjednodušující. Dále mu vytýká, že na rozdíl od sexismu a rasismu, které vzaly v potaz kontext diskriminace lidí, Singerovo pojetí speciesismu nedokázalo vzít v úvahu kontext upřednostňování druhů.
Podle některých lidí, kteří se zasazují o rovnost ras či pohlaví, je přirovnání mezi speciesismem a rasismem či sexismem
urážlivé.
Peter Staudenmaier například píše: 
 Ústřední analogie mezi hnutím za lidská práva nebo ženským hnutím je banalizující a ahistorická. Obě tato společenská hnutí byla zahájena a řízena členy vykořeněných a vylučovaných skupin samotných, ne dobrovolníky nebo bílými lidmi, kteří by jednali jejich jménem. Centrální pro obě hnutí byla právě myšlenka, že je třeba usilovat o navrácení sdílené lidskosti tváří v tvář společnosti, která ji odepírala nebo popírala. Žádný aktivista za lidská práva nebo feministka nikdy netvrdili: „I my jsme cítící bytosti.” Místo toho prohlašovali: „I my jsme plně lidmi.” Principům prosazovaným hnutím za osvobození zvířat je cizí nejen rozšiřovaní tohoto humanistického podnětu, ony ho přímo podrývají. – Peter Staudenmaier
Někteří radikálnější příznivci myšlenky speciesismu věří, že zvířata existují proto, aby je lidé mohli využívat podle svých potřeb, ať už jako potravu, pro zábavu nebo k jiným účelům. Tento výjimečný statut udělený člověku vychází z přesvědčení, že lidé mají zvláštní práva, jako je právo na život, a také zvláštní závazky, mezi něž patří správcovství životního prostředí. [zdroj?]
Podle Carla Cohena je diskriminace na základě rasy nebo pohlaví neoprávněná, neboť se jednotlivé rasy či pohlaví významně neodlišují. Avšak mezi lidmi a zvířaty podstatné rozdíly najdeme. Protože zvířata nesplňují kritéria morálního činitele, jak je definoval Kant, nemají žádná práva. Obhájci práv zvířat ale poukazují na to, že ani mnozí lidé tato kritéria nesplňují, a přesto práva mají. Vyvozují z toho, že se nemůže jednat o rozdíl morálně relevantní.
Objektivismus věří, že člověk je jediný tvor s pojmovým vědomím. Charakteristické jsou pro něj schopnosti logicky uvažovat a přemýšlet, jež ho zároveň odlišují od ostatních zvířat. Člověk, jehož život představuje měřítko morálních hodnot, se tak stává „jediným“ druhem, u kterého můžeme o právech mluvit. „Žádat, aby se člověk podrobil „právům“ jiných druhů“, znamená „připravit člověka samotného o jeho právo na život.“

### Náboženství
Někteří z těch, kteří věří v lidskou výjimečnost, svou víru zakládají na abrahámovských náboženstvích. Často citují následující verš z Knihy Genesis 1:26 „I řekl Bůh: „Učiňme člověka, aby byl naším obrazem podle naší podoby. Ať lidé panují nad mořskými rybami a nad nebeským ptactvem, nad zvířaty a nad celou zemí i nad každým plazem plazícím se po zemi.“ Obhájci práv zvířat oproti tomu přicházejí s jiným výkladem, který také považují za konzistentní s Biblí. Panování chápou spíše jako správcovství a nic tedy podle nich nenasvědčuje tomu, že by měl člověk jakékoliv právo se zvířaty špatně zacházet. Přestože má Buddhismus reputaci víry, která respektuje zvířata, v cyklu reinkarnace uděluje bezesporu vyšší status člověku. Stejně jako se ve svém příštím životě mohou zvířata převtělit do člověka, ten zase může být na základě svého chování a jednání degradován do zvířecí formy. Pouze lidé však mohou dosáhnout osvícení. Podobně je tomu v hinduismu, který chová zvířata v úctě, protože věří, že každé zvíře hraje určitou úlohu. To vede Hindy ke vegetariánství a hluboké úctě ke kravám.
Felipe Fernández-Armesto píše, že v raných společnostech lovců a sběračů, jako například u Innuitů  a mnoha animistických náboženství, pojetí lidstva jako takového chybělo a zvířata i rostliny byly kladeny na stejnou úroveň jako člověk.

### Věda
Speciesismus je hájen i na úrovni zcela světské. Poukazuje se například na to, že se lidský mozek vyvinul neobyčejně rychle a že se jedině u člověka objevily „unikátní“ schopnosti. Toto stanovisko ilustruje následující komentář: „V průběhu lidských dějin jsme byli úspěšní v kultivaci našich dovedností, formování našeho vývoje a přetváření okolního světa, to vše, na rozdíl od evolučních procesů, probíhalo zcela úmyslně.
Constance K. Perryová trvá na tom, že použití „nesvéprávných” zvířat namísto člověka v rizikovém výzkumu může být jednoznačně obhájeno etickými argumenty a nejedná se tedy nutně o speciesismus.